# Кииру (Меремяе)
Кииру (ест. Kõõru), також Коору (ест. Kooru) — село в Естонії, входить до складу волості Меремяе, повіту Вирумаа.